# Брохоцин (Плоцький повіт)
Брохоцин (пол. Brochocin) — село в Польщі, у гміні Радзаново Плоцького повіту Мазовецького воєводства.
Населення — 320 осіб (2011).
У 1975-1998 роках село належало до Плоцького воєводства.

## Демографія
Демографічна структура станом на 31 березня 2011 року:
|          | Загалом | Допрацездатний вік | Працездатний вік | Постпрацездатний вік |
| -------- | ------- | ------------------ | ---------------- | -------------------- |
| Чоловіки | 165     | 39                 | 101              | 25                   |
| Жінки    | 155     | 32                 | 93               | 30                   |
| Разом    | 320     | 71                 | 194              | 55                   |